# Bettina Hoy
Bettina Hoy geborene Overesch (* 7. November 1962 in Rheine) ist eine deutsche Vielseitigkeitsreiterin.

## Leben
Die Pferdewirtschaftsmeisterin lebte zwölf Jahre lang in England. Zusammen mit ihrem damaligen Ehemann, dem australischen Vielseitigkeitsreiter Andrew Hoy, bewirtschaftete sie Gatcombe Park, den privaten Landsitz der britischen Prinzessin Anne. Im Februar 2009 verließen sie die Anlage und zogen nach Warendorf.
Nachdem Andrew Hoy bereits wieder nach Großbritannien zurückgekehrt ist, lebt Bettina Hoy weiterhin in Warendorf-Hoetmar. Ende November 2011 gab sie ihre Trennung von Andrew Hoy bekannt.

## Sportlicher Werdegang
Hoy gewann bei den Olympischen Spielen 1984 im damals noch Military genannten Vielseitigkeitswettbewerb Bronze mit der Mannschaft und 1994 Bronze bei der Team-Weltmeisterschaft. Drei Jahre später wurde sie Europameisterin und errang bei den Deutschen Meisterschaften 2002 und 2004 Goldmedaillen, sowie 1983 und 1995 Bronze. 2005 gewann sie mit ihrem Erfolgspferd Ringwood Cockatoo ihre erste Vier-Sterne-Vielseitigkeitsprüfung, den CCI Luhmühlen.
Zur tragischen Figur wurde Hoy bei den Olympischen Spielen 2004. Sie absolvierte den Wettbewerb im Vielseitigkeitsreiten, bei dem die Wertung des Ritts gleichzeitig für den Mannschaftswettbewerb wie für das Einzel gezählt wurde, nach anfänglicher Wertung als Beste. Sie überquerte jedoch unabsichtlich während einer kurzen Einreitrunde die Startlinie, was ihr 12 Strafpunkte wegen Zeitüberschreitung einbrachte. Somit fiel Hoy im Einzelwettbewerb auf den neunten Platz zurück, im Mannschaftswettbewerb erfolgte aufgrund der addierten Einzelergebnisse eine Zurückstufung der deutschen Mannschaft auf den vierten Platz (→ Olympische Reiterspiele 2004 in der Vielseitigkeit). Darüber hinaus wurde ihr Pferd positiv getestet. Der Dopingvorwurf wurde jedoch fallengelassen, weil die Verbandsärzte in die Medikation eingebunden waren.
Bei den Weltreiterspielen 2006 war Bettina Hoy wieder Mitglied der deutschen Mannschaft, die sich diesmal gegen die Konkurrenz durchsetzen konnte. Sie holte Gold in der Mannschaft. Mit 9,00 Punkten im abschließenden Springen blieb ihr die Einzelmedaille, nach den Plätzen 1 (nach der Dressur) und 2 (nach dem Geländeritt) verwehrt. Sie beendete den Wettkampf als Sechste.
An den Olympischen Reiterspielen 2008 in Hongkong konnte sie nicht teilnehmen, da sich ihr Pferd Ringwood Cockatoo kurz vorher verletzte.Ringwood Cockatoo wurde im Oktober 2009 aus dem Sport verabschiedet, nachdem Bettina Hoy zusammen mit ihm noch im Herbst 2008 den CCI 4* Pau gewonnen hatte und im April 2009 Zweite im CCI 4* Lexington geworden war.
In den Folgejahren baute sich Bettina Hoy wieder Pferde für den großen Turniersport auf. So wurde sie mit Lanfranco 2011 Dritte im CCIO 3* Blenheim und 2013 ebenso Dritte im CICO 3* Houghton Hall. Aufgrund einer Scheidungsvereinbarung musste sie Lanfranco Anfang 2014 an Andrew Hoy abtreten.
Auch mit Designer und Seigneur Medicott arbeitete sie sich wieder auf 3*-Niveau hoch. Bei den Europameisterschaften 2015 bestritt sie als Einzelreiterin ihr erstes internationales Championat seit acht Jahren und kam mit Designer auf den 34. Rang. Im Folgejahr verpasste sie bei den Deutschen Meisterschaften knapp eine Medaille (4. Platz mit Designer). Mit Seigneur Medicott gewann Hoy im September 2016 den CCI 3* der Blenheim Palace International Horse Trials.
Im Januar 2017 übernahm Bettina Hoy den Nationaltrainerposten der niederländischen Vielseitigkeitsreiter. Sportlich begann das Jahr mit zwei Topplatzierungen im britischen Chatsworth: Mit Designer wurde sie hier Zweite in der Wertungsprüfung der Event Rider Masters (CIC 3*), die zweite Abteilung des CIC 3* gewann sie mit Seigneur Medicott. In Luhmühlen im Juni 2017 gewann sie erstmals seit 2006 wieder die deutsche Meisterschaft (mit Seigneur Medicott). Im hier ebenfalls ausgetragenen CCI 4* lag sie mit Designer nach Dressur und nach dem Gelände jeweils in Führung, Endergebnis war der dritte Platz.
Bei den Europameisterschaften 2017 in Strzegom lag Hoy mit Seigneur Medicott nach einer mit 83,59 Prozent bewerteten Dressur klar in Führung. Im Gelände stützte sie jedoch und wurde damit zum Streichergebnis der deutschen Mannschaft, die zwar zunächst die Silbermedaille gewann, welche ihr aber wegen unerlaubter Medikation von Julia Krajewskis Pferd nachträglich aberkannt wurde.
Zugunsten ihrer Trainertätigkeiten verzichtete Hoy im März 2018 auf zukünftige Championatsteilnahmen für die deutsche Mannschaft. Bei der deutschen Meisterschaft 2018 wurde sie mit Designer Dritte.